# Frank Billings
Frank R. „Josh“ Billings (* 1904 in Chicago, Illinois; † 13. März 1957 in New York City) war ein US-amerikanischer  Schlagzeuger des Chicago und Dixieland Jazz. Er spielte statt auf einem Drumset auch auf einem Koffer.

## Leben und Wirken
Billings, dessen Eltern Ärzte waren, war zunächst Fan der Austin High School Gang, der er sich dann auch als Musiker anschloss. Nach dem Humoristen Henry Wheeler Shaw, der unter dem Namen Josh Billings auftrat, erhielt er den Spitznamen Josh. Mit Mezz Mezzrow und Bud Freeman erkundete er die Szene in Kansas City.
1929 ging Billings mit Mezz Mezzrow nach New York, wo er mit den Mound City Blue Blowers spielte. An Stelle eines Schlagzeugs nutzte er einen Koffer, auf dem er Packpapier befestigt hatte, was er mit den Jazzbesen bespielte. Als Ersatzmann von Gene Krupa wurde er auch an Plattenaufnahmen beteiligt, so 1929 an der Einspielung des Tailspin Blues mit den Blue Blowers (zu denen Jack Teagarden, Eddie Condon und Red McKenzie gehörten). Gemeinsam mit McKenzie schrieb er das Stück Never Had a Reason to Believe in You (1929). Er arbeitete dann als Assistent (band boy) von Ray Noble, bevor er zurück nach Chicago ging, wo er 1931 mit Red McKenzie aufnahm und dann als Lithograf tätig war. 1946 holte ihn Eddie Condon nach New York City, wo er dann lange Jahre – am normalen Schlagzeug – zur Hausband von dessen Jazzclub gehörte. Billings nahm auch mit Muggsy Spanier auf.

## Lexikalische Einträge
- Leonard Feather, Ira Gitler: The Biographical Encyclopedia of Jazz. Oxford University Press, New York 1999, ISBN 0-19-532000-X.